# Za jasného dne uvidíš navždy
Za jasného dne uvidíš navždy (v anglickém originále On a Clear Day You Can See Forever) je americká filmová komedie z roku 1970. Režisérem filmu je Vincente Minnelli. Hlavní role ve filmu ztvárnili Barbra Streisand, Yves Montand, Larry Blyden, Bob Newhart a Simon Oakland.

## Obsazení
| Barbra Streisand | Daisy Gamble    |
| Yves Montand     | Marc Chabot     |
| Larry Blyden     | Warren Pratt    |
| Bob Newhart      | Mason Hume      |
| Simon Oakland    | Conrad Fuller   |
| John Richardson  | Robert Tentrees |
| Jack Nicholson   | Tad Pringle     |
| Roy Kinnear      | Prince Regent   |